# نیکولا روسو
نیکولا روسو (فرانسوی: Nicolas Rousseau‎؛ زادهٔ ۱۶ مارس ۱۹۸۳) دوچرخه‌سوار اهل فرانسه است.